# Hesperapis rhodocerata
Hesperapis rhodocerata är en biart som först beskrevs av Cockerell 1897.  Hesperapis rhodocerata ingår i släktet Hesperapis och familjen sommarbin. Inga underarter finns listade i Catalogue of Life.